# Белоусов, Василий Афанасьевич
Василий Афанасьевич Белоусов — советский государственный и политический деятель, председатель Курского областного исполнительного комитета.

## Биография
Родился в 1926 году. Член ВКП(б) с 1950 года.
С 1948 года — на общественной и политической работе. В 1948—1964 гг. — старший агроном, директор совхоза, председатель Исполнительного комитета Быковского районного Совета в Сталинградской области, заместитель начальника Сталинградского областного управления сельского хозяйства, 1-й секретарь Ольховского районного комитета КПСС, заведующий Сельскохозяйственным отделом Сталинградского областного комитета КПСС, секретарь Сталинградского — Волгоградского областного комитета КПСС, председатель Исполнительного комитета Курского областного Совета, первый заместитель министра сельского хозяйства РСФСР.
Избирался депутатом Верховного Совета СССР 6-го созыва.
Умер в Москве в 1971 году. 
Похоронен на Новодевичьем кладбище.